# Karl Panitzki
Karl Panitzki (* 23. Oktober 1881 in Kiel; † 22. April 1970 in Bonn-Beuel) war ein deutscher Politiker (SPD).
Er war von April bis November 1946 Erster und von 1946 bis 1950 Zweiter Vizepräsident des Landtages von Schleswig-Holstein.

## Leben und Beruf
Nach dem Besuch der Volksschule erlernte Panitzki ab 1896 das Modelltischlerhandwerk. 1902/03 arbeitete er auf einer Werft in China. Seit 1904 war er Mitglied der SPD.
Von 1921 bis zur Zerschlagung der freien Gewerkschaften in Deutschland im Jahre 1933 arbeitete er als Gewerkschaftssekretär. Nach 1933 betrieb er einen Laden für Zigarren und Tabak in Oldenburg in Holstein und war später Angestellter bei der dortigen Krankenkasse.
Nach dem Attentat auf Hitler vom 20. Juli 1944 wurde er verhaftet und fünf Wochen im KZ Neuengamme inhaftiert.
Nach Kriegsende 1945 war Panitzki Bürgermeister in Oldenburg und wurde von der britischen Besatzungsmacht kommissarisch als Landrat des Kreises Oldenburg eingesetzt.
Panitzki gehörte den Aufsichtsräten der Ostholsteinischen Landsiedlungsgenossenschaft und der Schleswag an.
Karl Panitzki war verheiratet und hatte vier Kinder.

## Abgeordneter
Panitzki war von 1946 bis 1950 sowie von 1954 bis 1958 Mitglied des Landtages von Schleswig-Holstein. Dort war er vom 11. April 1946 bis zum 11. November 1946 Erster Landtagsvizepräsident und vom 2. Dezember 1946 bis zum 31. Mai 1950 Zweiter Vizepräsident des Landtages.
Karl Panitzki war 1946 ernanntes Mitglied des Landtages. 1947 und 1954 ist er als direkt gewählter Abgeordneter des Wahlkreises Oldenburg-Ost bzw. Oldenburg in den Landtag eingezogen.